# Sainte-Gemme (Gironde)
Sainte-Gemme, auf Gaskognisch Senta Gema, ist eine französische Gemeinde  mit 193 Einwohnern (Stand 1. Januar 2022) im Département Gironde in der Region Nouvelle-Aquitaine. Sie gehört zum Kanton Le Réolais et Les Bastides und zum Arrondissement Langon. 
Nachbargemeinden sind Monségur im Norden, Saint-Vivien-de-Monségur im Osten, Saint-Michel-de-Lapujade im Südosten, Fossès-et-Baleyssac im Südwesten und Saint-Sulpice-de-Guilleragues im Westen.

## Bevölkerungsentwicklung
| Jahr      | 1962 | 1968 | 1975 | 1982 | 1990 | 1999 | 2006 | 2017 |
| --------- | ---- | ---- | ---- | ---- | ---- | ---- | ---- | ---- |
| Einwohner | 303  | 265  | 206  | 208  | 189  | 187  | 214  | 186  |

## Sehenswürdigkeiten

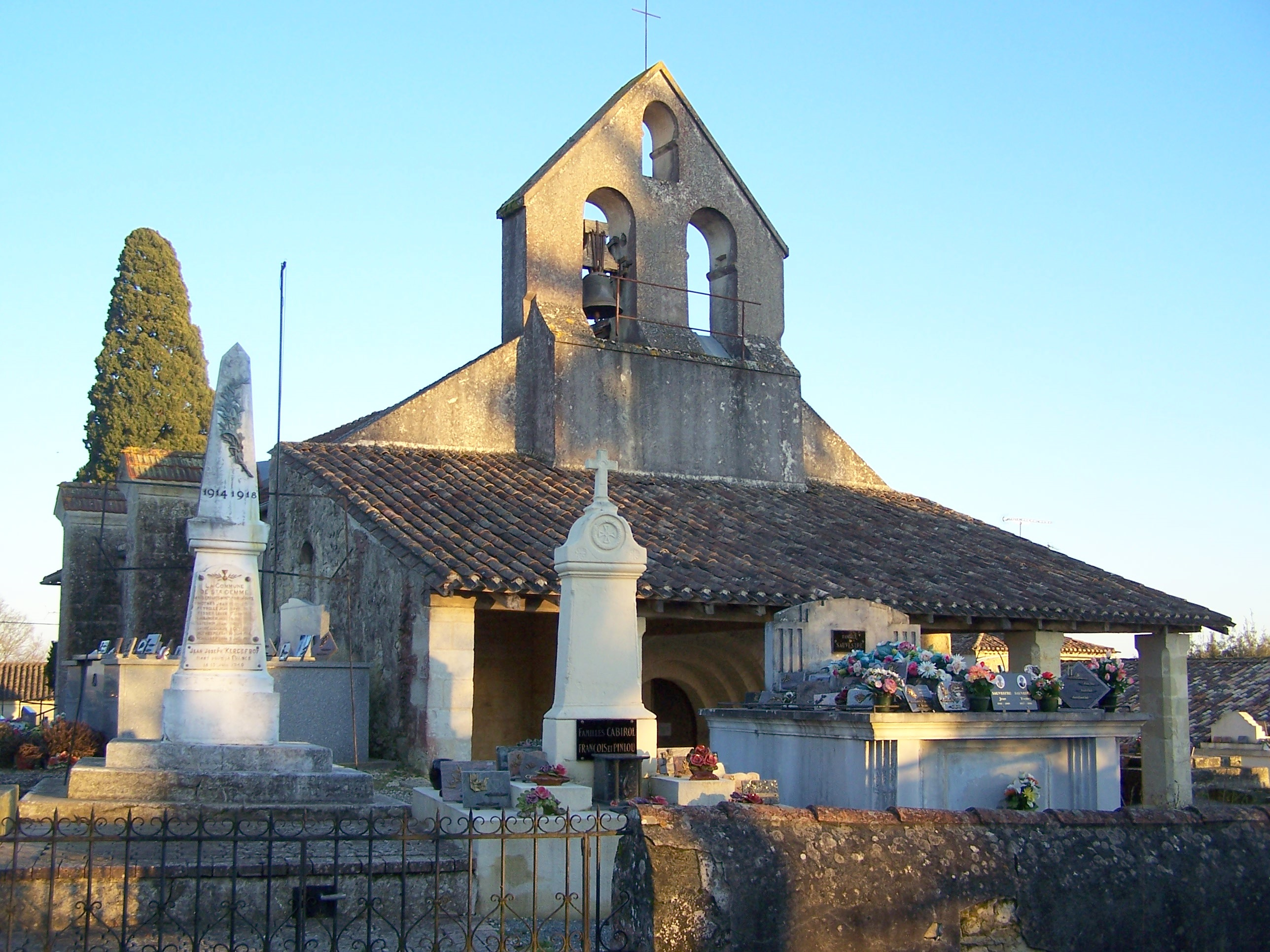
Kirche Sainte-Gemme

- Kirche Sainte-Gemme